# Miguel Ángel Cabral
Miguel Ángel Cabral Torres (Jerez de la Frontera, 1º gennaio 1970) è un ex cestista spagnolo.

## Palmarès
- Copa Príncipe de Asturias: 1

Cantabria: 1997